# 中華人民共和国農業農村部
中華人民共和国農業農村部（ちゅうかじんみんきょうわこくのうぎょうのうそんぶ）は、中華人民共和国国務院に属する行政部門。日本の農林水産省に概ね相当する。農地の権利移動についての許認可や規制に関しては、あくまで国務院国土資源部または県級以上の各級人民政府の土地行政担当部局が管轄する。農業、林業、畜産、漁業の行政管理、農業企業や農産品の認可、技術の試験、農業科学の研究と応用、農機の鑑定、獣医・獣薬・飼料・肥料・種子、農薬の監理などを行う。

## 概要
農場段階の食品の安全性について規制、政策を指揮する。その重要な職務の1つは化学物質、汚染物質、農薬の使用の規制である。農業部の管轄下にあるThe Institute for the Control of Agrochemicalsは農薬の試験、調査、使用の規制について責任を負う。農業部は動物の健康、トリインフルエンザの流行、狂牛病の予防対策についても責任を負う。また、地方行政機関、病気の研究機関、予防接種、緊急事態などを指揮する。

## 沿革
- 1949年 農業部成立
- 1951年 林墾部の林業部への改組に伴い、開墾・開拓業務を林業部から農業部へ移管
- 1970年 農業部と林業部を合併して、農林部を設置
- 1979年 農林部を廃止し、農業部及び林業部を設置
- 1982年 農業部、農墾部、及び国家水産総局を合併して、農牧漁業部を設置
- 1988年 農牧漁業部を廃止し、農業部を設置（現在に至る）
- 2018年3月 農業部を廃止し、農業農村部を設置[8]。

## 組織

### 下位機構
20の職能司（日本の庁にあたる）が置かれている。
1. 弁公庁
2. 人事労働司
3. 産業政策・法規司
4. 農村経済体制・経営管理司
5. 市場・経済情報司
6. 発展計画司
7. 財務司
8. 国際合作司
9. 科学技術教育司
10. 栽培業管理司
11. 農業機械化管理司
12. 牧畜業司
13. 獣医局
14. 農墾局
15. 郷鎮企業局
16. 漁業局（中華人民共和国漁政漁港監督管理局）
17. 農産品質量安全監督管理局
18. 機関党委員会
19. 離退休職幹部局
20. 中華人民共和国国際連合食糧農業機関代表部

### 直属機関
1. 農業部機関サービスセンター
2. 中国農業科学院
3. 中国水産科学研究院
4. 中国熱帯農業科学院
5. 中国農業展覧館（中国農業博物館）
6. 中国農業映画・テレビセンター
7. 農民日報社
8. 中国農業出版社（農村読物出版社）
9. 中国農村雑誌社
10. 中国農民体育協会
11. 中国農機安全報社
12. 中央農業幹部教育訓練センター（農業部農墾管理幹部学院）
13. 農業部人力資源開発センター
14. 農業部農村経済研究センター
15. 農業部農村協力経済経営管理総合拠点
16. 農業部情報センター
17. 農業部農産品品質安全センター
18. 農業部緑色食品発展センター
19. 農業部規格設計研究院
20. 農業部工事建設サービスセンター
21. 農業部財会サービスセンター（中華農業科教基金会）
22. 農業部対外経済協力センター（中国・欧州連合農業技術センター）
23. 農業部農業貿易促進センター（中国国際貿易促進委員会農業界分会、中国国際商会農業界商会）
24. 農業部国際交流サービスセンター
25. 中央農業放送テレビ学校（農業部農民科学技術教育訓練センター）
26. 農業部科学技術発展センター
27. 中国農学会
28. 全国農業技術普及サービスセンター
29. 農業部農薬検定所
30. 農業部優良品質農産品開発サービスセンター
31. 農業部農業機械試験鑑定総合拠点
32. 農業部農業機械化技術開発普及総合拠点
33. 農業部草原管理センター
34. 中国飼料工業協会
35. 全国牧畜獣医総合拠点
36. 中国獣医薬品監察所
37. 農業部動物検疫所
38. 中国農墾経済発展センター（農業部南アジア熱帯作物開発センター）
39. 農業部郷鎮企業発展センター
40. 農業部漁政指揮センター（中国漁政指揮センター）
41. 全国水産技術普及総合拠点
42. 中国水産学会

### 業務主管団体
1. 中国農民体育協会
2. 海峡両岸農業交流協会
3. 中国農業展覧協会
4. 中国農業国際協力促進会
5. 中国村社発展促進会
6. 中国農業経済学会
7. 中国農業経済法研究会
8. 中国農村協力経済管理学会
9. 中国協力経済学会
10. 中国緑色食品協会
11. 中国農業産品市場協会
12. 中国農業資源・区画学会
13. 中華農業科教基金会
14. 中国農業会計学会
15. 中国農業国際交流協会
16. 中国農業科学技術国際交流協会
17. 中国農村エネルギー資源業界協会
18. 中国メタンガス学会
19. 中国農業技術経済研究会
20. 中国農業生物技術学会
21. 中国原子エネルギー学会
22. 中国農業生態環境保護協会
23. 中国農業科学技術管理研究会
24. 中国農業技術普及協会
25. 中国農用プラスチック応用技術学会
26. 中国種子協会
27. 中国挿花花芸協会
28. 中国柑橘学会
29. 中国国際茶文化研究会
30. 中国盆景芸術家協会
31. 中国優良品質農産品開発サービス協会
32. 中国植物栄養・肥料協会
33. 中国杜仲総合開発協会
34. 中国農機鑑定検測協会
35. 中国畜牧業協会
36. 中国飼料工業協会
37. 中国馬業協会
38. 中国駝鳥養殖開発協会
39. 中国畜産品加工研究会
40. 中国養蜂学会
41. 中国動物保健品協会
42. 中国小動物保護協会
43. 中国農民企業家連誼会
44. 中国郷鎮企業協会
45. 中国乳業協会
46. 中国甜菊協会
47. 中国農墾経済研究会
48. 中国漁船漁業機械業協会
49. 中国漁船船主共済協会
50. 中国海藻工業協会
51. 中国水産流通・加工協会

1. 中国漁業協会

## 歴任部長
- 李書城（農業部長 1949年10月-1954年9月）
- 廖魯言（農業部長 1954年9月-1970年6月）
- 江一真（代部長）
- 沙風（農林部革命委員会主任 1970年6月-1975年1月）
- 沙風（農林部長 1975年1月-1978年1月）
- 楊立功（農林部長 1978年1月-1979年2月）
- 霍士廉（農業部長 1979年2月-1981年3月）
- 林乎加（農業部長 1981年3月-1982年5月）
- 林乎加（農牧漁業部長 1982年5月-1983年）
- 何康（農牧漁業部長 1983年-1988年4月）
- 何康（農業部長 1988年4月-1990年6月）
- 劉中一（農業部長 1990年6月-1993年3月）
- 劉江（農業部長 1993年3月-1998年3月）
- 陳耀邦（農業部長 1998年3月-2001年8月）
- 杜青林（農業部長 2001年8月-2006年12月）
- 孫政才（農業部長 2006年12月-2009年12月）
- 韓長賦（農業部長→農業農村部長 2009年12月-2020年12月）
- 唐仁健（農業農村部長 2020年12月-2024年9月）
- 韓俊（農業農村部長 2024年9月-）